# Complejo arqueológico San José de Moro
El Complejo arqueológico San José de Moro es uno de los más antiguos de la cultura mochica, está ubicado en la margen derecha del Río Chamán en la costa norte peruana y junto a la localidad de San José de Moro en el distrito de Pacanga, provincia de Chepén de la Región La Libertad aproximadamente a 136 kilómetros al norte de la ciudad de Trujillo. Forma parte del destino turístico denominado Ruta Moche.

## Descripción
Es considerado un importante cementerio mochica descubierto y que ha aportado una de las más ricas y finas secuencias ocupacionales de un sitio con características funerarias y ceremoniales. El complejo arqueológico está compuesto por varias estructuras arquitectónicas de adobe. Los hallazgos más importantes en el lugar son los restos arqueológicos de la tumba de la Sacerdotisa de San José de Moro.